# Сулда
Сулда (груз. სულდა) — село в Грузії.
За даними перепису населення 2014 року в селі проживає 726 осіб.